# NGC 1569
NGC 1569 est une petite galaxie irrégulière située dans la constellation de la Girafe à environ 10 millions d'années-lumière de la Voie lactée. Elle a été découverte par l'astronome germano-britannique William Herschel en 1788.

## Caractéristiques
Sa vitesse par rapport au fond diffus cosmologique est de

## Description
NGC 1569 a été utilisée par Gérard de Vaucouleurs comme une galaxie de type morphologique IB(s)m dans son atlas des galaxies,.
La classe de luminosité de NGC 1569 est V-VI et elle présente une large raie HI. C'est aussi une galaxie active de type Seyfert 1 et c'est une galaxie à sursauts de formation d'étoiles.

### Luminosité dans l'infrarouge
La luminosité de la galaxie NGC 1569 dans l'infrarouge lointain (de 40 à 400 µm)  est égale à 2,40 × 109 {\displaystyle L_{\odot }} (109,38{\displaystyle L_{\odot }}) et sa luminosité totale dans l'infrarouge (de 8 à 1 000 µm) est de 3,09 × 109 {\displaystyle L_{\odot }} (109,49{\displaystyle L_{\odot }}).

## Galaxie rapprochée très étudiée
Cette galaxie est une cible de choix pour les astronomes professionnels, car elle est si près de nous que le télescope spatial Hubble peut résoudre individuellement ses étoiles. On peut ainsi réaliser des études poussées sur près d'une cinquantaine d'amas qu'elle renferme.

## Distance et groupe de IC342/Maffei
Cette galaxie s'approche de la Voie lactée. On ne peut donc utiliser la valeur de son décalage pour calculer sa distance.
NED rapporte 17 mesures non basées sur le décalage vers le rouge (redshift) qui donnent une distance de 2,887 ± 1,134 Mpc (∼9,42 millions d'al). Cependant cet échantillon contient des mesures effectuées avant les années 1990 dont les valeurs semblent largement sous-estimées. Si on ne retient que les sept mesures effectuées depuis 2008, on obtient une valeur moyenne de 3,20 ± 0,30 Mpc (10 millions d'années-lumière). Ces nouvelles valeurs font de NGC 1569 un membre du groupe de galaxies IC 342/Maffei,, un groupe voisin du Groupe local. Les autres galaxies de ce groupe sont IC 342, NGC 1560, UGCA 92 et UGCA 105. On peut ajouter à ces 5 galaxies la galaxies UGCA 86 mentionnée dans un article publié par A.M. Garcia en 1993, ainsi qu'une douzaine d'autres petites galaxies.

## Galaxie à sursaut de formation d'étoiles
La principale caractéristique de NGC 1569 est son taux de formation d'étoiles extrêmement élevé. Au cours des 100 millions d'années passées, des étoiles y sont nées à rythme 100 fois plus élevé que celui de la Voie lactée,. Cette galaxie renferme deux superamas stellaires, le superamas A situé au nord-ouest et le superamas B situé près du centre (voir l'image « Deux superamas »). Ces deux superamas ont connu des épisodes différents de formation d'étoiles,. Le superamas A est en réalité constitué de deux amas rapprochés : NGC 1569 A1 et NGC 1569 A2. Ils contiennent de jeunes étoiles dont des étoiles de type Wolf-Rayet qui se sont formées il y a moins de 5 millions d'années dans NGC 1569 A1. NGC 1569 A2 renferme également de plus vieilles étoiles de type supergéante rouge,,. Le superamas B contient une population plus âgée de géantes rouges et de supergéantes rouges,,. Ces deux superamas stellaires auraient des masses comparables à celles des amas globulaires en orbite dans le halo de la Voie lactée, soit approximativement entre 600 000 et 700 000 {\displaystyle M_{\odot }}.
Plusieurs autres amas d'étoiles plus petits ont aussi été aussi observés. La masse de certains d'entre eux est semblable à celle des petits amas globulaires de la Voie lactée ou à celle de R136a dans le Grand Nuage de Magellan. De jeunes étoiles dont l'âge varie entre 2 millions et 1 milliard d'années ont été observées dans ces amas.
Plusieurs supernovas dans cette galaxie ainsi que les forts vents stellaires ont donné naissance à des filaments et des bulles d'hydrogène ionisé, dont les tailles respectives atteignent 3,7 et 380 années-lumière. Sur les images captées par les grands télescopes, ces filaments et ces bulles excités par la lumière des jeunes étoiles brillent intensément.
On pense que les sursauts de formation d'étoiles de NGC 1569 proviennent de l'interaction gravitationnelle avec les autres galaxies du IC 342/Maffei, mais plus probablement avec un nuage rapproché d'hydrogène neutre,. Certains pensent que la galaxie irrégulière naine UGCA 92 est une compagne de NGC 1569, mais la relation de celle-ci avec les sursauts de formation d'étoile n'est pas établie. Des auteurs suggèrent que UGCA 92 n'est pas à l'origine de ces sursauts, alors que d'autres suggèrent qu'elle interagit avec NGC 1569 par une queue de marée gravitationnelle et plusieurs filaments d'hydrogène neutre. Cependant, il se pourrait que ces filaments soient à l'intérieur de la Voie lactée plutôt qu'être associés à UGCA 92.

## Galerie

On peut voir deux amas d'étoiles massives à gauche du centre de cette image captée par le télescope spatial Hubble.
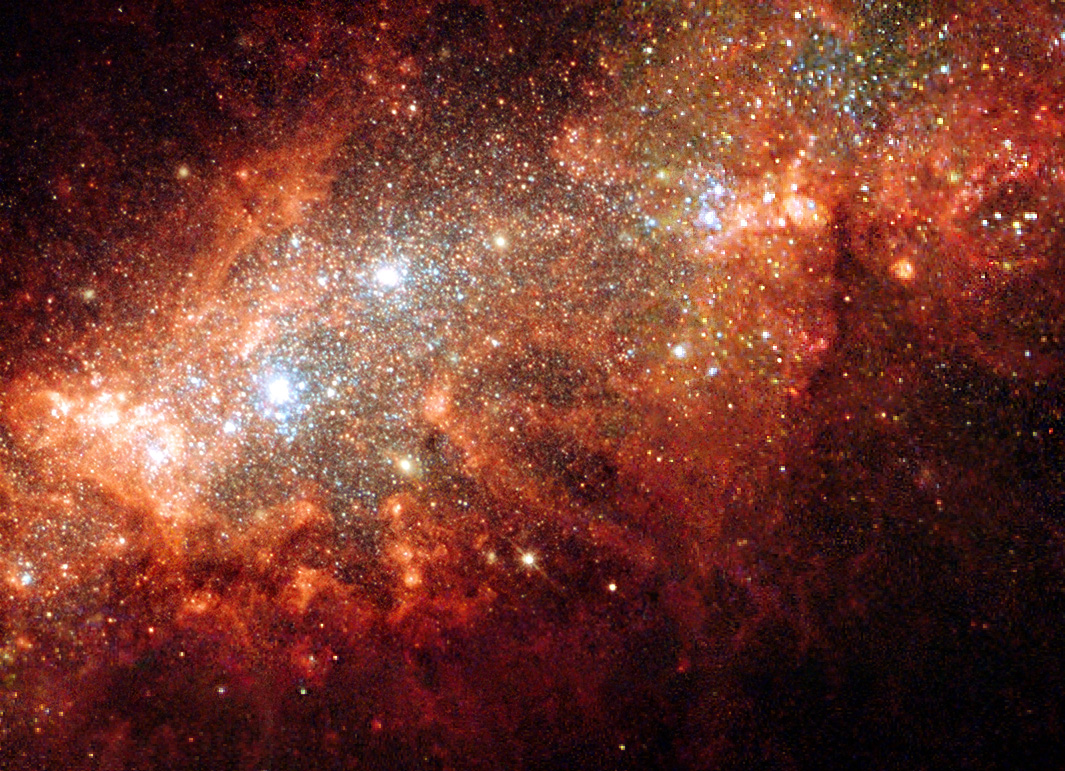
Le centre de NGC 1569 par le télescope spatial Hubble. Notez à gauche les deux super amas d'étoiles mentionnés dans la section "Galaxie à sursaut de formation d'étoiles".
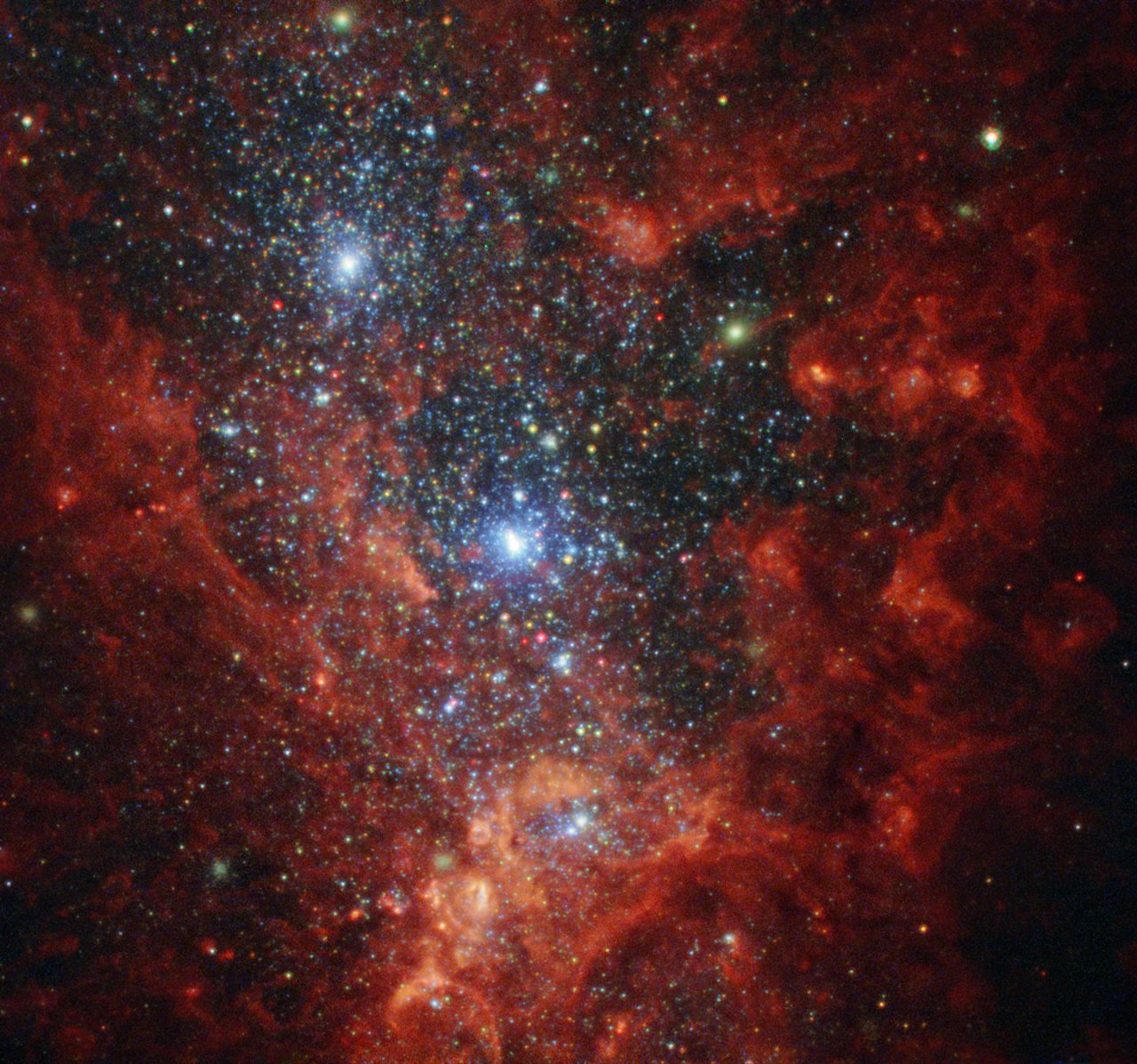
Deux superamas. Une autre image du télescope spatial Hubble montrant les deux super amas d'étoiles. Chacun des deux amas contient plus d'un million d'étoiles[13].